# 威廉·博尔热斯·达席尔瓦
威廉·博尔热斯·达席尔瓦（葡萄牙語：Willian Borges da Silva；1988年8月9日—），简称威廉（葡萄牙語：Willian），是一名巴西職業足球员，曾效力英超球會車路士、阿仙奴及富咸。司職進攻中場或翼鋒。

## 俱乐部生涯
2006年，韋利安进入科林蒂安一线队。2007年8月23日，他和乌克兰足球超级联赛球队顿涅茨克矿工签约5年，转会费为1400万欧元。2007年9月15日，威廉在顿涅茨克矿工2比1击败奧德薩切爾諾莫列茨的比赛第57分钟替补出场，首次在乌克兰联赛亮相。
2013年1月31日，在乌克兰效力五个半赛季后，威廉以约3500万欧元的身价加盟俄罗斯足球超级联赛球队安郅。不过，同年8月，由于财政问题，安郅将包括威廉在内的全队所有球员都列入转会名单中。
2013年8月25日，英格兰足球超级联赛球队切尔西以3200万英镑的价格买入威廉。他和切尔西签约5年，合同在8月28日申请到英国劳工证后生效。9月18日，他在欧洲冠军联赛和切尔西1比2不敌巴塞尔的比赛首次代表球队出战。10月6日，威廉上演英超联赛首秀，对手为诺里奇城，他在比赛中射进一球，帮助切尔西3比1获胜。2014年4月27日，他在和利物浦的客场比赛射进一球，使得切尔西2比0击败对手并使其丧失联赛夺冠的主动权。
2019/20年球季結束後，與車路士談判破裂，原因是雙方對新合約年期未能達成協議，韋利安方面希望續約3年，但車路士會方只願意提供兩年合約。

### 阿仙奴
2020年8月14日，韋利安免費轉會至阿仙奴，簽約三年，將穿著12號球衣。9月12日，他於聯賽第1輪客勝富咸3比0的比賽中，首次代表球隊上陣便交出2次助攻，並間接造就隊友攻入一個入球。

### 哥連泰斯
2021年8月30日，哥連泰斯宣布威廉回归俱乐部，合同期至2023年12月。

## 技术特点
威廉盘带能力出色，能轻易晃过对手为队友助攻，处理自由球的能力也很不错。他的盘带，射门能力均是世界級的。

## 国家队生涯
2011年11月10日，威廉在巴西2比0击败加蓬的国际友谊赛首次代表巴西国家队出战。2013年11月16日，他射入国家队首球，帮助巴西5比0击败洪都拉斯。2014年5月7日，威廉入选巴西国家队参加2014年世界杯足球赛的23人名单。
2018年夏天，威廉入选巴西国家队参加2018年世界杯足球赛的23人名单。

## 榮譽

### 球會
薩克達
- 烏克蘭足球超級聯賽冠軍：2007-08賽季（英语：2007–08 Vyshcha Liha）、2009-10賽季（英语：2009–10 Ukrainian Premier League）、2010-11賽季（英语：2010–11 Ukrainian Premier League）、2011-12賽季（英语：2011–12 Ukrainian Premier League）
- 烏克蘭盃冠軍：2007-08賽季（英语：2007–08 Ukrainian Cup）、2010-11賽季（英语：2010–11 Ukrainian Cup）、2011-12賽季（英语：2011–12 Ukrainian Cup）
- 烏克蘭超級盃冠軍：2008年（英语：2008 Ukrainian Super Cup）、2010年（英语：2010 Ukrainian Super Cup）
- 冠軍：2008-09賽季

 切爾西
- 英格蘭超級聯賽冠軍：2014-15賽季、2016-17賽季
- 英格蘭足總盃冠軍：2017-18賽季（英语：2017–18 FA Cup）
- 英格蘭聯賽盃冠軍：2014-15賽季
- 歐霸杯冠軍：2018-19賽季

 阿森纳
- 英格兰社区盾：2020年

### 國家隊
巴西
- 冠軍：2019年